# Raging Spirits
Raging Spirits is een stalen achtbaan in het attractiepark Tokyo DisneySea in het Tokyo Disney Resort in Urayasu, die werd geopend op 21 juli 2005.

## Beschrijving
De attractie neemt bezoekers in een mijnkarretje mee op een parcours door de ruïnes van een historische, ceremoniële plaats, die gebaseerd is op dergelijke plaatsen bij de Inca's uit Peru.
De looping in het traject is niet zichtbaar van buiten de attractie, om als verrassingselement te dienen. Hij bevindt zich in het interieur van het tempelcomplex.
De attractie is te vinden in het parkdeel Lost River Delta.

## Trivia
- De attractie is gebaseerd op de gelijksoortige Indiana Jones™ et le Temple du Péril in het Disneyland Park in Parijs, waarbij hetzelfde concept, van een mijnkarretje door een tempelcomplex, wordt gehandhaafd. Een attractie met een Indiana Jonesthema is naast Raging Spirits te vinden: Indiana Jones Adventure: Temple of the Crystal Skull.